# La Petite et le Vieux
Pour plus de détails, voir Fiche technique et Distribution.
La Petite et le Vieux est un film québécois réalisé par Patrice Sauvé sorti en 2024 et mettant en vedette Juliette Bharucha et Gildor Roy.
Le film est une adaptation cinématographique du roman éponyme de Marie-Renée Lavoie (en), paru en 2010.

## Synopsis
À Québec dans les années 1980, Hélène, une jeune fille de 10 ans, vivant dans un quartier populaire de la ville, préfère se faire appeler Jo comme Joséphine, la petite mousquetaire, l'héroïne de ses dessins animés  « mangas » préférés. Jo a trois sœurs, une mère compréhensible mais stricte et un père malheureux, mais aussi un vieux voisin, monsieur Roger, bourru mais touchant et tendre. Elle lui confie sa volonté de réaliser un grand exploit, soit sauver son père du travail qui le rend malheureux. 

## Fiche technique
Source : Site du festival de Locarno, Films du Québec
- Titre original : La Petite et le Vieux
- Réalisation : Patrice Sauvé
- Scénario : Sébastien Girard, d'après le roman La Petite et le Vieux de Marie-Renée Lavoie (en)
- Musique : Viviane Audet, Robin-Joël Cool (en), Alexis Martin (en)
- Direction artistique : Marie-Pier Fortier
- Costumes : Sophie Lefebvre (en)
- Maquillage : Lyne Tremblay
- Coiffure : André Duval (en)
- Photographie : François Gamache (en)
- Son : Normand Lapierre, Sylvain Bellemare, Bernard Gariépy Strobl
- Montage : Claude Palardy
- Animation : André Kadi (manga La Petite Mousquetaire)
- Production : Sonia Despars et Marc Biron
- Société de production : Parallaxes
- Sociétés de distribution : TVA Films
- Budget : 5,6 millions $ CA[3]
- Pays de production :  Canada
- Langue originale : français
- Format : couleur
- Genre : comédie dramatique
- Durée : 104 minutes
- Dates de sortie :
  - Suisse : 17 août 2024 (première à la 77e édition du Festival international du film de Locarno)
  - Canada : 12 septembre 2024 (première québécoise au Diamant en ouverture de la compétition officielle du Festival de cinéma de la ville de Québec)[4]
  - Canada : 4 octobre 2024 (sortie en salle au Québec)
- Classification :
  - Québec : Visa général[5]

## Distribution
- Juliette Bharucha : Hélène/Jo
- Gildor Roy : monsieur Roger, le voisin de Jo
- Vincent-Guillaume Otis : le père
- Marilyn Castonguay : la mère
- Gabrielle B. Thuot : Jeanne
- Mia Drolet : Margot
- Élia St-Pierre
- Denis Houle (en)
- Charles Roberge
- Jack Robitaille
- Marie Bernier
- Amélie Bernard
- Marie Michaud
- Amélie Pelletier
- Linda Laplante
- Marie-Hélène Gendreau
- Pierre-Yves Charbonneau
- Luc Bélanger-Morissette

## Tournage
Le film est tourné en majorité dans le quartier Saint-Jean-Baptiste à Québec, bien que le livre original se déroule en réalité dans Limoilou.